# Affaire de la piscine Theresienbad

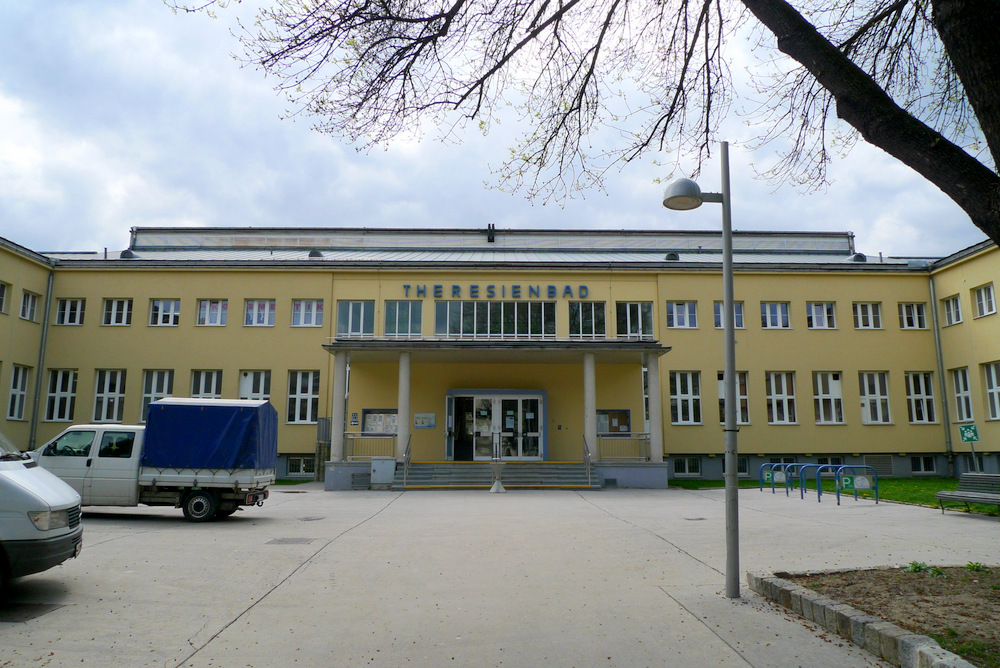
Façade de la piscine Theresienbad.

 (décembre 2021).
L'affaire de la piscine Theresienbad est une affaire criminelle survenue en 2015 à la piscine Theresienbad de Vienne (Autriche) qui a rencontré un certain écho médiatique dans le pays.

## Les faits
Le 2 décembre 2015, un jeune garçon de 10 ans d'origine serbe, Goran, est violé à la piscine de Theresienbad à Vienne par un immigré irakien, demandeur d'asile et arrivé en Autriche deux mois auparavant. Ce dernier explique son acte car il n'avait pu avoir de relations sexuelles depuis quatre mois, sa compagne étant enceinte. L'affaire n'est donnée à la connaissance du public qu'en février 2016, et, en juin suivant, l'homme est condamné à six ans d'emprisonnement.
En octobre 2016, la cour suprême d'Autriche ordonne de rejuger l'affaire et le violeur est condamné à sept ans. Mais en mai 2017, sa condamnation est réduite à quatre ans d'emprisonnement.

## Contexte
Le condamné est arrivé d'Irak dont il est natif en septembre 2015 et exerce à Vienne la profession de  chauffeur de taxi,. La victime est le fils d'un immigré serbe.
L'homme a violé l'enfant dans une cabine des toilettes de la piscine lui causant des blessures physiques puis repart nager dans le bassin. Le garçon, prénommé Goran, avertit un maître-nageur qui prévient la police.

## Procès

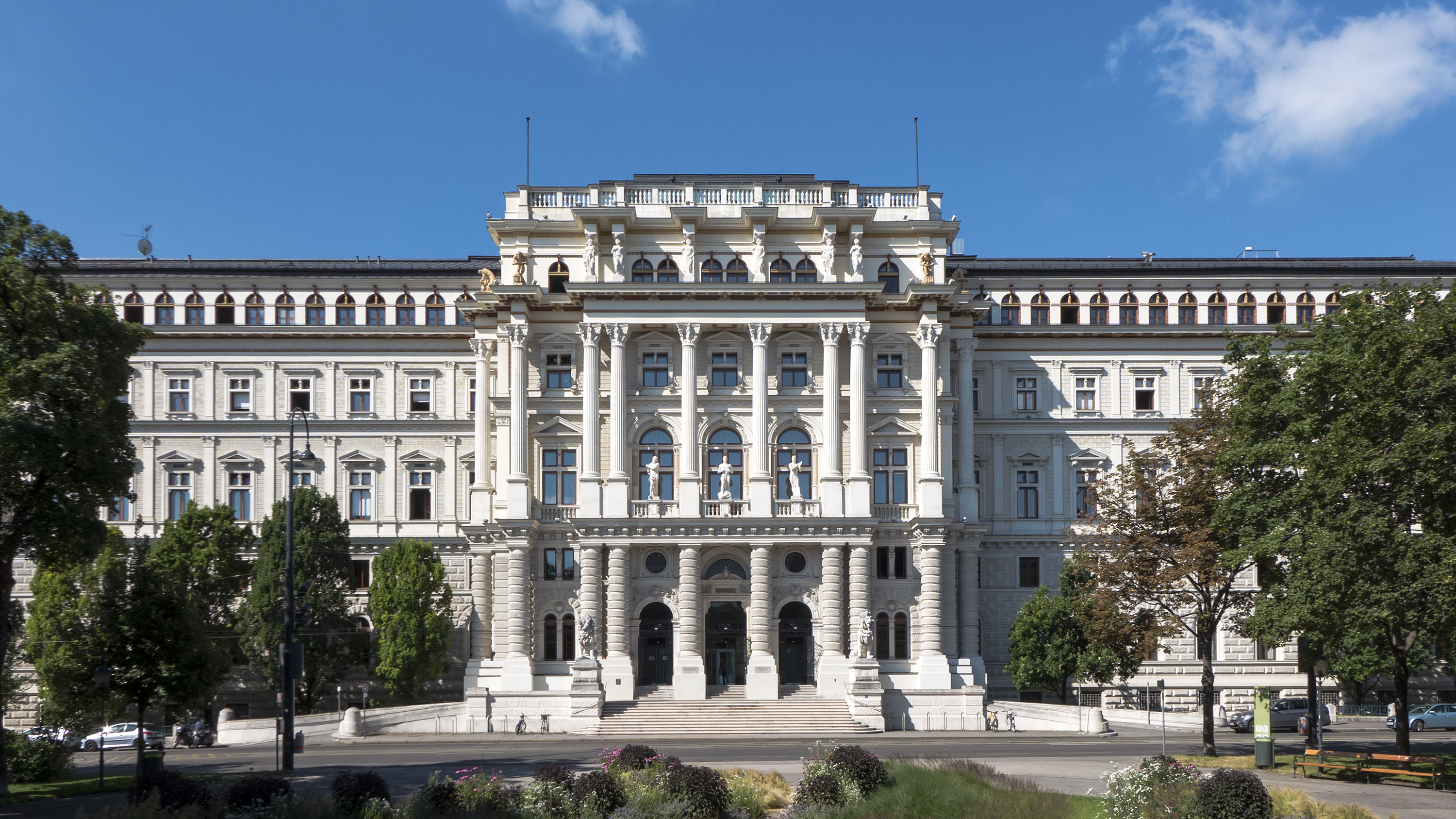
Vue de la Cour suprême d'Autriche.

Ce crime n'est rendu public qu'en février 2016, la police ayant voulu privilégier la discrétion afin de protéger la victime. Thomas Keiblinger, porte-parole de la police de Vienne, affirme que c'était bien la raison de l'attitude de la police, et non le fait que le violeur était un réfugié irakien. Ce dernier affirme de son côté qu'il « avait suivi ses désirs » parce qu'il « avait ressenti un surplus d'énergie sexuelle », n'ayant pas eu de relations sexuelles avec sa compagne qui était enceinte. Il était de plus conscient que cet acte était illégal. Ses avocats avancent sa jeunesse, sa condition sociale et son absence de casier judiciaire.
Au procès, il est fait état du fait que la victime a été profondément perturbée, jusqu'à avoir des idées de suicide. Sa famille reçoit 4 700 € de dommages et intérêts. L'homme est condamné en première instance à six ans de prison en juin 2016. En octobre 2016, la Cour suprême autrichienne ordonne un nouveau procès, car elle considère que la question de savoir si l'accusé pensait que sa victime avait donné son consentement n'a pas été clairement tranchée lors du procès initial. À l'issue de ce deuxième procès, la condamnation est portée à sept ans de prison.
En mai 2017, le juge Thomas Philipp réduit la sentence à quatre ans dans la décision finale de la Cour suprême, expliquant que le viol n'était qu'un « incident ponctuel » et que l'« on ne devait pas perdre le sens des proportions dans cette affaire. »

## Réaction
Cette affaire provoque un sentiment hostile aux immigrés chez certains en Autriche. The New York Times évoque cette affaire, ainsi que le viol en réunion d'une grand-mère de Traiskirchen par des immigrés, ce qui augmenterait selon ce journal le soutien au candidat du FPÖ, Norbert Hofer, pour les présidentielles de 2016.